# Neoaristotelism
Neoaristotelism är en filosofisk riktning under renässansen, som tack vare de återuppväckta klassiska studierna förnyade Aristoteles läror.
Medan en del som Rudolf Agricola i motsats till skolastikerna gick direkt tillbaka till Aristoteles skrifter, tolkade averroisterna som Alessandro Achillini Aristoteles utifrån Averroës skrifter och alexandristerna med sin främste representant Pietro Pomponazzi Aristoteles utifrån Alexander från Afrodisias verk. Mellan dessa riktningar medlade bland andra Jacopo Zabarella.